# Американский геофизический союз
Американский геофизический союз (англ. American Geophysical Union, AGU) — некоммерческое научное общество, объединяющее геофизиков. Основано в 1919 году. Член Американского института физики с 1986 года.
Миссией общества является содействие исследованиям в науках о Земле и космосе на благо человечества.

## История
Основано в 1919 году как комитет при Национальном совете по исследованиям Национальной академии наук США. С 1972 года выделена в виде отдельной организации. В 1986 году входит в состав Американского института физики.

## Состав
По состоянию на 2010 год включает в себя более 58 000 членов из 135 стран мира.

## Издательская деятельность
Одной из основных деятельностей общества является издание ряда научных журналов, которые включают в себя:
| Журнал                                             | Сокращение                 | Импакт-фактор (2009) | Год учреждения | Предыдущие названия | Область                         |
| -------------------------------------------------- | -------------------------- | -------------------- | -------------- | ------------------- | ------------------------------- |
| Journal of Geophysical Research                    | J. Geophys. Res.           | 3,082                | 1896 год       |                     | Геофизика                       |
| Earth Interactions                                 |                            | 1,444                | 1997 год       |                     | Взаимодействия на Земле         |
| Geochemistry, Geophysics, Geosystems               | Geochem. Geophys. Geosyst. | 2,626                | 1999 год       |                     | Геохимия, геофизика, геосистемы |
| Geophysical Research Letters                       | Geophys. Res. Lett.        | 3,204                | 1974 год       |                     | Геофизика                       |
| Global Biogeochemical Cycles                       | Global Biogeochem. Cycles  | 4,294                | 1987 год       |                     | Биогеохимия                     |
| International Journal of Geomagnetism and Aeronomy | Int. J. Geomagn. Aeron.    | 2,953 (2007)         | 1998 год       |                     | Геомагнетизм, аэрономия         |
| Nonlinear Processes in Geophysics                  | Nonlin. Processes Geophys. | 1,152                | 1994 год       |                     | Нелинейные процессы в геофизике |
| Paleoceanography                                   |                            | 3,664                | 1986 год       |                     | Палеоокеанография               |
| Radio Science                                      | Radio Sci.                 | 1,012                | 1969 год       |                     | Электродинамика                 |
| Reviews of Geophysics                              | Rev. Geophys.              | 8,021                | 1963 год       |                     | Обзорные статьи по геофизике    |
| Space Weather                                      |                            | 1,432 (2008)         | 2003 год       |                     | Погода в космосе                |
| Tectonics                                          |                            | 3,287                | 1982 год       |                     | Тектоника                       |
| Water Resources Research                           | Water Resour. Res.         | 2,447                | 1965 год       |                     | Водные ресурсы на Земле         |

Также обществом издаётся членская газета «Eos» и ряда книг, посвящённых геофизике.

## Медали и премии
Американский геофизический союз присуждает ряд научных медалей и премий за достижения в различных областях геофизики:
Медали
- Медаль Уильяма Боуи[англ.]
- Медаль Джеймса Мацельвейна[англ.]
- Медаль Вальдо Смита[англ.]
- Медаль Джона Адама Флеминга[англ.]
- Медаль Вальтера Бушера
- Медаль Мориса Эвинга[англ.]
- Медаль Гарри Гесса
- Медаль Роберта Хортона[англ.]
- Медаль Инге Леманна[англ.]
- Медаль Чарльза Уиттена
- Медаль Роджера Ревеля

Премии
- Премия Эдварда Флинна III
- Международная премия Американского геофизического союза
- Премия за отличие в преподавании геофизики
- Премия Этельстана Спилхауса
- Премия Чарльза Фалькенберга